# Orestias chungarensis
Orestias chungarensis és una espècie de peix de la família dels ciprinodòntids i de l'ordre dels ciprinodontiformes.

## Morfologia
Els mascles poden assolir els 7 cm de longitud total.

## Distribució geogràfica
Es troba a Sud-amèrica: llac Chungara (llac andí de Xile a 4.517 m d'altitud).